# Tetsuo Hamuro
Tetsuo Hamuro (Fukuoka, Japón, 7 de septiembre de 1917-30 de octubre de 2005) fue un nadador japonés especializado en pruebas de estilo braza, donde consiguió ser campeón olímpico en 1936 en los 200 metros.

## Carrera deportiva
En los Juegos Olímpicos de Berlín 1936 ganó la medalla de oro en los 200 metros estilo braza con un tiempo de 2:42.5 segundos, por delante del alemán Erwin Sietas (plata con 2:42.9 segundos) y de su compatriota japonés Reizo Koike.